# 奥斯卡·阿里亚斯
奥斯卡·拉斐尔·德·赫苏斯·阿里亚斯·桑切斯（西班牙語：Óscar Rafael de Jesús Arias Sánchez；1940年9月13日—），前哥斯达黎加总统，1987年诺贝尔和平奖得主。
他的政治思想被称为阿里亚斯主义。

## 生平
阿里亚斯1940年生于哥斯达黎加埃雷迪亚省埃雷迪亚市的一个咖啡种植园主家庭。中学毕业后赴美国波士顿大学学习。回国后于1961年—1967年在哥斯达黎加大学学习，获得硕士学位。1967年去英国深造，先后在埃塞克斯大学和伦敦政治經濟学院攻读，获得政治学博士学位。
1979年，阿里亚斯当选为民族解放党总书记，历任哥斯达黎加大学政治学院教授、中央银行董事会副主席、国家计划部部长。1986年作为民族解放党的候选人当选总统，同年5月就职，任期4年。
1987年，他提出《阿里亚斯计划》，和平解决了中美洲危机。1987年8月7日在危地马拉中美洲5国总统签署了以《阿里亚斯计划》为基础的《在中美洲建立稳定和持久和平的程序》（又称《中美洲和平协议》）和《第二个埃斯基普拉斯协议》。阿里亚斯因此于1987年10月获得诺贝尔和平奖。
2006年2月5日哥斯达黎加总统大选，阿里亚斯战胜公民行动党候选人奥通·索利斯·法亚斯，以40.92%的得票率，时隔20年再次当选哥斯达黎加总统。他于2006年5月8日就任总统，任期4年。
阿里亚斯曾经於1992年訪問台灣。但是在2007年6月7日，阿里亞斯總統宣佈哥斯大黎加與中華人民共和國政府建交，中華民國政府立刻宣佈與哥斯大黎加斷絕自1941年之以來所建立之外交關係。

## 外部連結
- .   [2015-11-15]. （原始内容存档于2009-03-19）. （西班牙文）

| 官衔                                | 官衔                          | 官衔                                 |
| ----------------------------------- | ----------------------------- | ------------------------------------ |
| 前任： 阿韦尔·帕切科·德拉埃斯普列亚 | 哥斯达黎加总统 2006年－2010年 | 繼任： 劳拉·钦奇利亚                 |
| 前任： 路易斯·阿尔韦托·蒙赫         | 哥斯达黎加总统 1986年－1990年 | 繼任： 拉斐尔·安赫尔·卡尔德隆·福涅尔 |